# Dendromyza crassifolia
Dendromyza crassifolia är en tvåhjärtbladig växtart som först beskrevs av Lilian Suzette Gibbs, och fick sitt nu gällande namn av Hans Ulrich Stauffer. Dendromyza crassifolia ingår i släktet Dendromyza och familjen Amphorogynaceae. Inga underarter finns listade i Catalogue of Life.